# Фрозини (Сијена)
Фрозини је насеље у Италији у округу Сијена, региону Тоскана.
Према процени из 2011. у насељу је живело 45 становника. Насеље се налази на надморској висини од 342 м.